# Gornja Rečica
Gornja Rečica (en serbe cyrillique : Горња Речица) est un village de Serbie situé dans la municipalité de Prokuplje, district de Toplica. Au recensement de 2011, il comptait 104 habitants.

## Démographie
| 1948 | 1953 | 1961 | 1971 | 1981 | 1991 | 2002 | 2011 |
| ---- | ---- | ---- | ---- | ---- | ---- | ---- | ---- |
| 421  | 468  | 431  | 351  | 264  | 210  | 152  | 104  |

|  |